# 장성민
장성민(張誠珉, 1963년 9월 5일~)은 대한민국의 정치인이다. 제16대 국회의원을 지냈다.

## 학력
- 1976년 도덕국민학교 졸업
- 1979년 공항중학교 졸업
- 1982년 영일고등학교 졸업
- 1989년 서강대학교 정치외교학 학사
- 1992년 서강대학교 대학원 정치외교학 석사

## 경력
- 새정치국민회의 당무위원 겸 행정위원
- 새정치국민회의 당무위원 겸 부대변인
- 대통령비서실 정무비서관
- 대통령비서실 국정정무보좌관 겸 국정상황국장
- 새천년민주당 서울특별시 지부 금천구 지구당위원장
- 새천년민주당 당무위원 겸 청년위원회 위원장
- 새천년민주당 당무위원 겸 상임위원
- 듀크 대학교 국제문제연구소 객원연구원
- 국민대통합당 대표
- 제20대 대통령 당선인 정무특보
- 대통령비서실 정책조정기획관
- 대통령비서실 미래전략기획관
- 국민의힘 경기도당 안산시 갑 당원협의회 위원장
- 제21대 대통령 선거 국민의힘 김문수 대통령 후보 경기도 선거대책위원회 공동선거대책위원장

## 저서
- 1995년 《강대국의 유혹》
- 1999년 《지도력의 원칙》
- 2001년 《부시 행정부의 한반도 리포트》
- 2002년 《9.11 테러 이후 부시 행정부의 한반도 정책》
- 2002년 《성공하는 대통령의 조건》
- 2004년 《전환기 한반도의 딜레마와 선택 - 북핵, 한미 관계 그리고 정치 개혁》
- 2005년 《미국 외교 정책의 대반격》
- 2009년 《전쟁과 평화 - 김정일 이후, 북한은 어디로 가는가》
- 2012년 《김대중 다시 정권교체를 말하다 - 정계 은퇴부터 대통령 당선까지 알려지지 않은 이야기》
- 2016년 《중국의 밀어내기 미국의 버티기 - 기로에 선 한반도 운명과 미중 패권 충돌》
- 2017년 《큰 바위 얼굴 - 장성민의 삶과 꿈》

## 수상
- 2000년 국정감사시민연대 국정감사 우수의원
- 2001년 NGO모니터단 국정감사 우수의원
- 2001년 경제정의실천시민연합 의정활동 우수의원
- 2002년 한중일 차세대 지도자포럼 정치분야 동북아 차세대 정치지도자
- 2003년 유럽의회, 유럽집행위원회 한국의 정치분야 유망주
- 2014년 서울언론인클럽 앵커상 수상
- 2015년 한국언론인연합회 참언론인 대상

## 논란 관련 사태
- 2002년 1월 22일에는 장성민 당시 새천년민주당 국회의원의 선거사무장이 선거법 위반 혐의로 대법원으로부터 징역 10월형 및 집행유예 2년 선고 조치를 받으면서 제16대 국회의원직을 상실하였다.[1]
- TV조선 장성민의 시사탱크에서 보수 논객인 김성욱 한국자유연합 대표와 남북 문제를 놓고 설전을 벌이다가 방송 도중 김 대표가 퇴장하는 사태가 일어났다.[2]
- 2017년에 실시된 국민의당의 대한민국 제19대 대통령 선거 후보 경선에 참여하려 했으나 5·18 광주 민주화 운동 관련 발언이 결국 문제가 되어 국민의당 입당이 불허되면서 독자적으로 국민대통합당을 창당하고 후보로 선출되었다.
- 장성민은 자신이 "중국 고위 관리와 통화를 했다"면서 김정은 위원장이 '사실상 사망 상태'라고 전했으나 중국 전문가들은 "사회주의 국가인 중국의 특성상 고위급 간부가 '김정은 위원장 소식'을 전화로 전할 리 없다"고 했다.[3]

## 역대 선거 결과
|  | 45.87% |

|  | 11.38% |

|  | 0.01% |

|  | 44.37% |

## 소속 정당
| 소속 정당 | 소속 정당      | 소속 기간 | 비고           |
| --------- | -------------- | --------- | -------------- |
|           | 평화민주당     | 1987~1991 | 창당 정계 입문 |
|           | 신민주연합당   | 1991      | 당명 변경      |
|           | 민주당         | 1991~1995 | 합당           |
|           | 무소속         | 1995      | 탈당           |
|           | 새정치국민회의 | 1995~2000 | 창당           |
|           | 새천년민주당   | 2000~2005 | 합당           |
|           | 민주당         | 2005~2007 | 당명 변경      |
|           | 중도통합민주당 | 2007      | 합당           |
|           | 민주당         | 2007      | 당명 변경      |
|           | 무소속         | 2007      | 탈당           |
|           | 국민선택       | 2007~2008 | 창당           |
|           | 무소속         | 2008      | 자진 정당 해산 |
|           | 통합민주당     | 2008      | 복당           |
|           | 민주당         | 2008~2011 | 당명 변경      |
|           | 민주통합당     | 2011~2013 | 합당           |
|           | 민주당         | 2013~2014 | 당명 변경      |
|           | 새정치민주연합 | 2014~2015 | 합당           |
|           | 더불어민주당   | 2015~2016 | 당명 변경      |
|           | 무소속         | 2016~2017 | 탈당           |
|           | 국민대통합당   | 2017~2018 | 창당           |
|           | 무소속         | 2018      | 자진 정당 해산 |
|           | 바른미래당     | 2018~2020 | 입당           |
|           | 무소속         | 2020~2021 | 탈당           |
|           | 국민의힘       | 2021~2022 | 입당           |
|           | 무소속         | 2022~2024 | 탈당           |
|           | 국민의힘       | 2024~현재 | 복당           |

## 같이 보기
- 금천구 (선거구)
- 서울 금천구의 국회의원
- 대한민국 제19대 대통령 선거
- 국민대통합당